# Julio Cueva
Julio Bartolomé Cueva Díaz (* 12. April 1897 in Trinidad; † 30. Dezember 1975 in Havanna) war ein kubanischer Trompeter und Komponist.
Cueva debütierte schon vor seinem zehnten Lebensjahr als Kornettist, gehörte später der banda municipal von Santa Clara an und tourte mit der Theaterkompagnie von Arquimedes Pous. 1923 gründete er die Banda Municipal de Trinidad, die er bis 1929 leitete. In diesem Jahr ging er nach Havanna, wo er als Solist u. a. mit dem Orquesta Hermanos Palau und den Orchestern von Moises Simons und Don Aspiazu auftrat. In den 1930er Jahren spielte er Aufnahmen mit Oscar Calle Et Sus Orchestre Cubain ein.
Er reiste dann in die USA und nach Europa. In Paris leitete er 1934 mehrere Monate ein Orchester in einem Cubano-Tipico-Nachtclub. Schließlich leitete er im Spanischen Bürgerkrieg eine Kapelle der Internationalen Brigaden. 1939 kehrte er nach Frankreich zurück. Dort wurde er verhaftet und verbrachte mehr als zwei Monate in einem deutschen Konzentrationslager im französischen Besatzungsgebiet in Argelès-sur-Mer. Im Mai 1939 reiste er schließlich nach Kuba zurück, wo er 1944 wieder eine eigene Band gründete. 
Neben Ziggy Elman gilt Cueva als wichtigster Vertreter und Förderer der afro-kubanischen Musik in den 1940er Jahren. Mit seiner Band half er Musikern wie dem Sänger Orlando Guerra und dem Pianisten René Hernández zum Durchbruch.